# Quique
Enrique Ebbink (Amsterdam, 3 juli 1997), beter bekend onder zijn artiestennaam QUIQUE, is een Nederlands-Colombiaanse zanger uit Nederland.

## Biografie
Ebbink is de zoon van een Nederlandse vader en een Colombiaanse moeder. Via zijn familie kwam hij al op jonge leeftijd in contact met zowel de Nederlandse als de Latijns-Amerikaanse cultuur. Zijn moeder, die fan is van artiesten als Juanes en Chayanne, leerde hem Spaans.
In zijn jonge jaren luisterde Ebbink vooral naar Nederlandse hiphopartiesten als Ronnie Flex, SFB en Hef. Hij studeerde aan de Herman Brood Academie.
Ebbink maakte eerst vooral Nederlandstalige muziek. In 2018 deed hij met zijn Spaanstalige song Imaginando mee aan de FunX talentshow Fuego. Hij won deze competitie, en mede door de positieve reacties besloot hij zich op Spaanstalige muziek te richten.
De muziek van Ebbink is een combinatie van verschillende stijlen: traditionele Latijns-Amerikaanse stijlen als salsa en cumbia gecombineerd met Nederlandstalige pop, hiphop en reggaeton. Ebbink wordt daarnaast beïnvloed door Rauw Alejandro, Feid, Anderson Paak en Kendrick Lamar.
Ebbink's songs Bici, Camino en Energía werden miljoenen keren beluisterd op Spotify. Camino (2022), Ebbink's versie van Chan Chan van Buena Vista Social Club, stond 5 weken in de Nederlandse Top 40 en bereikte de 35e plaats. Energía was daarnaast DiXte van de Week bij FunX.
Ebbink stond op festivals zoals WOO HAH!, Down the Rabbit Hole, Eurosonic Noorderslag, North Sea Jazz, Lowlands, LatinVillage en Pal Mundo.
In 2024 bracht Ebbink zijn debuutalbum El Colombolandés uit.
In 2025 deed Ebbink samen met Giovanca Ostiana mee aan het televisieprogramma That's My Jam.